# Xavier Bettel
Xavier Bettel (Lussemburgo, 3 marzo 1973) è un politico lussemburghese, primo ministro dal 4 dicembre 2013 al 17 novembre 2023.

## Biografia
Frequenta la scuola pubblica di Bonnevoie e, dopo aver ottenuto il diplome de fin d'études, si diploma in diritto pubblico e scienze politiche alla facoltà di Diritto di Nancy. In seguito, frequenta l'Università Aristotele di Salonicco e ottiene un master in diritto pubblico europeo, oltre ad un diploma in diritto ecclesiastico.
Membro del Partito Democratico (DP) dal 1998, Xavier Bettel è uno dei più giovani politici del partito. Nel 1991, viene eletto presidente della Circoscrizione Centro e Vicepresidente nazionale della JDL. Dal 1994 al 2002, assume la funzione nazionale della JDL.
Il 13 giugno 1994, Xavier Bettel si iscrive nella lista del DP nella circoscrizione Centro per le elezioni nazionali del 13 giugno 1999 dove viene eletto alla Camera dei deputati. Alle elezioni del 1999, viene eletto consigliere comunale di Lussemburgo Città.
Nel 2004, si iscrive nella lista del partito democratico (DP) per le elezioni nazionali ed europee, dove viene rieletto alla Camera dei Deputati. Dopo le elezioni comunali nel mese di ottobre 2005, entra a far parte degli assessori, come responsabile dell'azione sociale e della gioventù, e rieletto nelle elezioni parlamentari del 7 giugno 2009. Uscendo primo della lista della circoscrizione centro del DP venne nominato Presidente del Gruppo parlamentare DP.
Numerose statistiche lo danno come una tra le figure politiche più apprezzate dai lussemburghesi, giusto dietro il Primo ministro Jean-Claude Juncker e dal Ministro degli Affari Esteri Jean Asselborn. Tuttavia, a inizio febbraio 2013, Xavier Bettel annuncia davanti alla stampa che non si candiderà per le elezioni legislative del 2014, spiegando che preferisce rimanere sindaco e che la carica di ministro non entra nei suoi piani.
Nel febbraio 2013 viene eletto presidente del Partito Democratico, con il 96,5% dei voti dei membri del partito.

### Sindaco
Con il 33,65% dei voti, il DP mantiene la maggioranza a Lussemburgo. Il sindaco uscente, in carica da 12 anni, Paul Helminger, viene superato di 514 voti da Xavier Bettel creando la sorpresa nella capitale. A 38 anni, diventa il più giovane sindaco di una capitale europea.

### Primo ministro

#### Primo mandato
Dopo le elezioni politiche di ottobre 2013, viene scelto come formatore del prossimo governo lussemburghese. Il 4 dicembre 2013 diventa ufficialmente primo ministro del Lussemburgo, succedendo a Jean-Claude Juncker.
Apertamente gay, ha promosso il disegno di legge in favore del matrimonio tra persone dello stesso sesso, poi approvato il 18 giugno 2014 dal Parlamento del Lussemburgo, con 56 voti a favore e 4 voti contrari. La riforma, promulgata dal capo dello Stato e pubblicata in gazzetta ufficiale nel luglio dello stesso anno, è entrata in vigore il 1º gennaio 2015.
Egli stesso si è sposato il 15 maggio 2015 al municipio della capitale con il suo compagno Gauthier Destenay, diventando così il primo premier dell'Unione europea ad essersi sposato con un partner dello stesso sesso. L'avvenimento ha suscitato ampia eco nei media americani ed europei.

#### Secondo mandato
Nel 2018 la sua coalizione vince nuovamente le elezioni e lui viene confermato per un secondo mandato nell'incarico di primo ministro del Lussemburgo.
Nell'agosto 2019 incarica il Rappresentante speciale del Primo Ministro presso la Corte granducale, Jeannot Waringo, di verificare l'esistenza di eventuali sprechi tra le spese della famiglia del Granduca Enrico di Lussemburgo. Il 24 gennaio 2020 viene pubblicato il rapporto Waringo nel quale, da un lato, viene evidenziata l'esistenza di scarsa trasparenza in relaziona alla rendicontazione dell'appannaggio reale e, dall'altro, come, nonostante la costituzione fissi in 1.241.590 Euro annui la dotazione della Corte, questi corrispondano solo all'11,7% del totale degli importi effettivamente ricevuti ogni anno dalla Maison du Grand-Duc. Il rapporto propone di riformare il sistema. La famiglia reale viene criticata di opacità nella gestione dei fondi e la Granduchessa Maria Teresa finisce al centro di polemiche poiché accusata dai media di spendere troppo e di comportarsi in modo tirannico con il personale.
Nel marzo 2020 il suo governo decide di rendere gratuito il trasporto pubblico dell'intera rete pubblica dello Stato per tutti gli utenti, con lo scopo di ridurre il traffico e l'inquinamento determinato dalla circolazione degli autoveicoli. La misura governativa prevede che resti a pagamento solamente il biglietto ferroviario di prima classe. Il progetto rientra nelle politiche di lotta ai cambiamenti climatici ed ha visto il sostegno del ministro per la mobilità urbana, l'ecologista Francois Bausch.